# Kazaczja ława
„Kazaczja ława” (ros. Казачья лава, dosł. ława kozacka) – kolaboracyjna gazeta kozacka podczas II wojny światowej
W marcu 1943 roku w Symferopolu na okupowanym Krymie rozpoczęto wydawanie gazety przeznaczonej dla Kozaków dońskich, kubańskich i terskich oraz Górali kaukaskich pod nazwą „Kazaczij klinok”. Wychodziła raz w tygodniu i była rozprowadzana na całym Półwyspie Krymskim oraz Ukrainie. Funkcję redaktorów pełnili Leonid Polski i esauł Michaił Ziemcow. 16 kwietnia 1944 roku gazeta zmieniła nazwę na „Kazaczja ława”. Redakcja przeniosła się do Poczdamu. Funkcję redaktora naczelnego objął sotnik Piotr Donskow. Tygodnik stał się organem prasowym Głównego Zarządu Wojsk Kozackich w Berlinie. Miał 4 strony. Pod tytułem gazety pojawił się napis: Centralnaja obszczekazaczja gazieta (ros. Центральная общеказачья газета, dosł. centralna gazeta wszechkozacka). Publikowano w niej komunikaty wojenne najwyższego dowództwa niemieckich sił zbrojnych, artykuły dotyczące życia ludności kozackiej na okupowanych terenach ZSRR, a następnie w Niemczech, sytuacji międzynarodowej i żeńskie felietony (A.J. Kaprałow pod pseudonimem „Aspid”), czy działań zbrojnych kozackich oddziałów wojskowych w służbie niemieckiej.